# Lijst van voetbalinterlands Bolivia - Panama
Deze lijst van voetbalinterlands is een overzicht van alle officiële voetbalwedstrijden tussen de nationale teams van Bolivia en Panama. De landen speelden tot op heden zeven keer tegen elkaar. De eerste ontmoeting, een vriendschappelijke wedstrijd, werd gespeeld in La Paz op 31 augustus 2003. Het laatste duel, een groepswedstrijd tijdens de Copa América 2024, vond plaats op 1 juli 2024 in Orlando (Verenigde Staten).

## Wedstrijden
| № | Plaats                  | Datum            | Competitie              | Wedstrijd        | Uitslag |
| - | ----------------------- | ---------------- | ----------------------- | ---------------- | ------- |
| 1 | La Paz                  | 31 augustus 2003 | Vriendschappelijk       | Bolivia – Panama | 3 – 0   |
| 2 | Santa Cruz de la Sierra | 20 augustus 2008 | Vriendschappelijk       | Bolivia – Panama | 1 – 0   |
| 3 | Panama-Stad             | 25 maart 2011    | Vriendschappelijk       | Panama – Bolivia | 2 – 0   |
| 4 | Santa Cruz de la Sierra | 10 augustus 2011 | Vriendschappelijk       | Bolivia – Panama | 1 – 3   |
| 5 | Orlando                 | 6 juni 2016      | Copa América Centenario | Panama – Bolivia | 2 – 1   |
| 6 | Cochabamba              | 27 augustus 2023 | Vriendschappelijk       | Bolivia − Panama | 1 − 2   |
| 7 | Orlando                 | 1 juli 2024      | Copa América 2024       | Bolivia − Panama | 1 − 3   |

## Samenvatting
| Competitie        | Totaal gespeeld | Winst Bolivia | Gelijk | Winst Panama | Doelsaldo Bolivia – Panama |
| ----------------- | --------------- | ------------- | ------ | ------------ | -------------------------- |
| Copa América      | 2               | 0             | 0      | 2            | 2 – 5                      |
| Vriendschappelijk | 5               | 2             | 0      | 3            | 6 – 7                      |
| Totaal            | 7               | 2             | 0      | 5            | 8 – 12                     |

Wedstrijden bepaald door strafschoppen worden, in lijn met de FIFA, als een gelijkspel gerekend.

## Details

### Eerste ontmoeting
| Vriendschappelijk (La Paz, Bolivia, 31 augustus 2003): |              | |
| Bolivia | 3 – 0        | Panama |
| Limberg Méndez 21' Álvaro Ricaldi 52' Limberg Gutiérrez 84' | goals        | |
| Nelson Acosta | bondscoach   | Gonzalo Soto |
| José Carlos Fernández Juan Carlos Paz Luis Gatty Ribeiro Oscar Sánchez Álvaro Ricaldi Diego Bengolea 62' Richard Rojas Julio César Baldivieso 84' Luis Héctor Cristaldo 67' Limbert Méndez Augusto Andaveris 77' | opstellingen | Donaldo González 71' Marcos Villarroel Anthony Tórres Ubaldo Guardia 59' Víctor Herrera Gary Ramos Manuel Tórres 67' Agustín Salinas 58' Ricardo Phillips 46' Anel Canales Alberto Zapata |
| Limbert Morejón 62' Raúl Justiniano 67' Limberg Gutiérrez 77' Darwin Cuéllar 84' | wissels      | 46' Christian Vega 58' Marcos Aparicio 59' Rolando Escobar 67' Rolando Palma 71' Irving Bailey                                                                                            |
| | gele kaarten | 42' Ubaldo Guardia 47' Manuel Tórres |

### Tweede ontmoeting
| Vriendschappelijk (Santa Cruz de la Sierra, Bolivia, 20 augustus 2008): |              | |
| Bolivia | 1 – 0        | Panama |
| Diego Cabrera 78' | goals        | |
| Erwin Sánchez | bondscoach   | Gary Stempel |
| Carlos Arias Limbert Méndez Luis Alberto Gutiérrez 46' Miguel Hoyos Ronald Rivero Didí Torrico 68' Leonel Reyes Ronald García 68' Pablo Escobar 80' Marcelo Moreno 60' Ricardo Pedriel 46' | opstellingen | Jaime Penedo Carlos Rivera Felipe Baloy 46' Manuel Torres Román Torres Alberto Blanco 75' Eduardo Jiménez 46' Juan Ramón Solís Rolando Escobar Gabriel Torres 60' Luis Tejada |
| Ignacio García 46' Joaquín Botero 46' Diego Cabrera 60' Jhasmani Campos 68' Mauricio Saucedo 68' Jaime Robles Céspedes 80'                                                                 | wissels      | 46' Orlando Rodriguez 46' Juan Pérez 60' Nelson Barahona 75' Adolfo Machado                                                                                                   |
| Marcelo Moreno 37' | gele kaarten | 13' Eduardo Jiménez |
| | rode kaarten | 8', 85' Gabriel Torres |

### Derde ontmoeting
| Vriendschappelijk (Panama-Stad, Panama, 25 maart 2011): |              | |
| Panama | 2 – 0        | Bolivia |
| Gabriel Gómez 20' Luis Rentería 83' | goals        | |
| Julio Dely Valdés | bondscoach   | Gustavo Quinteros |
| Jaime Penedo Adolfo Machado Luis Henríquez Felipe Baloy Román Torres Amilcar Henríquez 87' Nelson Barahona 68' Alberto Quintero 59' Gabriel Gómez 62' Luis Tejada 71' Blas Pérez 77' | opstellingen | Carlos Arias 46' Lorgio Álvarez Edemir Rodríguez Ronald Rivero Ronald Raldes 70' Miguel Loaiza 85' Ronald García Walter Flores Rudy Cardozo 77' Ricardo Pedriel José Castillo |
| Armando Cooper 59' Eybir Bonaga 62' Gabriel Torres 68' Luis Rentería 71' Renán Addles 77' Luis Moreno 87'                                                                            | wissels      | 46' Marvin Bejarano 70' Jaime Robles 77' Augusto Andaveris 85' Alejandro Gómez                                                                                                |

### Vierde ontmoeting
| Vriendschappelijk (Santa Cruz de la Sierra, Bolivia, 10 augustus 2011): |              | |
| Bolivia | 1 – 3        | Panama |
| Juan Arce 7' | goals        | 68' Luis Tejada 77' Luis Tejada 90+1' Armando Cooper |
| Gustavo Quinteros | bondscoach   | Julio Dely Valdés |
| Sergio Galarza Ronald Raldes Luis Gutiérrez Lorgio Álvarez Cristian Vargas Jaime Robles Ronald García 78' Joselito Vaca Rudy Cardozo 70' Álcides Peña Juan Carlos Arce 70' | opstellingen | Luis Mejía Adolfo Machado Felipe Baloy Rolando Algandona 81' Martín Gómez Armando Cooper 71' Alejandro Vélez 61' Alfredo Phillips Eybir Bonaga 79' Luis Tejada 43' Blas Pérez |
| Samuel Galindo 70' Juan Carlos Arce 70' Lorgio Suárez 78' | wissels      | 43' Armando Polo 61' Sergio Thompson 71' Aníbal Godoy 79' Marcos Sánchez 81' Carlos Rodríguez                                                                                 |
| Ronald García ??' | gele kaarten | ??' Felipe Baloy ??' Martín Gómez |
| Alcides Peña 54' Ronald Raldes 78' | rode kaarten | 54' Rolando Algandona |